# Instituto Politécnico de Lisboa
O Instituto Politécnico de Lisboa (IPL) é uma instituição de ensino superior público com sede em Lisboa, sendo uma pessoa coletiva de direito público dotado de autonomia estatutária, científica, pedagógica, administrativa, financeira, disciplinar e patrimonial. 
O IPL regista as suas origens no final da década de 70, no âmbito do Decreto-Lei n.º 513 -T/79, de 26 de Dezembro, que estabelece o regime de instalação do ensino superior politécnico em Portugal. O IPL entrou em funcionamento em 1986, tendo os seus estatutos sido publicados em 1991. Assente num modelo de congregação de escolas e institutos superiores com longa história, da área geográfica de Lisboa, e da criação e integração de outras unidades orgânicas mais recentes.
O IPL tem assegurado, desta forma, a racionalização e a eficácia na gestão de recursos para qualificação humana, em distintas áreas do saber. A origem desta matriz assenta numa diversidade de ofícios, artes, ciências e saberes. Da contabilidade e administração, com génese em 1759 na Aula do Comércio; da área das engenharias, com remota sede no Instituto Industrial de Lisboa fundado em 1852; da música, a partir do Conservatório de Música criado em Lisboa em 1835 e incorporado em 1836 no Conservatório Geral de Arte Dramática, instituído por proposta de Almeida Garrett; do teatro e da dança, lecionados igualmente neste conservatório, designado por Conservatório Nacional desde 1930; no cinema, com base na Escola de Cinema criada no Conservatório Nacional em 1972; das ciências da educação a partir da história da Escola do Magistério Primário de Lisboa, sucessora da Escola Normal Primária de Lisboa, estabelecida em 1862; das ciências e tecnologias da saúde, a partir da Escola Técnica dos Serviços de Saúde de Lisboa, gerada em 1982 e precedida pelos Centros de Preparação de Técnicos dos Serviços Clínicos, nos Hospitais, fundados em 1961; e ainda das ciências da comunicação, a partir da mais recente Escola Superior de Comunicação Social criada em 1987, já no âmbito do IPL.
Assim, na génese do IPL está a integração de um conjunto de escolas e institutos superiores da área geográfica de Lisboa com longa história ao nível do ensino, bem como a criação de novas unidades orgânicas. Desde o início que o objetivo primordial foi o de desenvolver um ensino vocacionado para o exercício das profissões e para a empregabilidade, assente na criação, na produção e na difusão do conhecimento nos diferentes domínios do saber e das formações ministradas.
O conceito original do ensino politécnico assenta, assim, na diversidade de saberes e aptidões profissionais e, neste sentido, o Instituto Politécnico de Lisboa congregou e criou instituições de ensino superior que oferecem cursos de licenciatura, mestrado e doutoramento (estes últimos, em associação com universidades) em diversas áreas de formação: artes, ciências empresariais, comunicação, educação, engenharia e saúde.

## Escolas/institutos
Integram o Politécnico de Lisboa as seguintes unidades orgânicas: 
- Escola Superior de Comunicação Social (ESCS)
- Escola Superior de Dança (ESD)
- Escola Superior de Educação de Lisboa (ESELx)
- Escola Superior de Música de Lisboa (ESML)
- Escola Superior de Teatro e Cinema (ESTC)
- Escola Superior de Tecnologia da Saúde de Lisboa (ESTeSL)
- Instituto Superior de Contabilidade e Administração de Lisboa (ISCAL)
- Instituto Superior de Engenharia de Lisboa (ISEL)